# Britse kampioenschappen mountainbike

Britse kampioenstrui

De Britse kampioenschappen mountainbike worden gehouden sinds 1997. 

## Cross-country

### Mannen
| Jaar | Goud            | Zilver          | Brons             |
| ---- | --------------- | --------------- | ----------------- |
| 1997 | Paul Lasenby    |                 |                   |
| 1998 |                 |                 |                   |
| 1999 | Paul Lasenby    | Oli Beckingsale | Nick Craig        |
| 2000 | Nick Craig      | Carl Sturgeon   | Barrie Clarke     |
| 2001 | Oli Beckingsale | Tim Morley      | Barrie Clarke     |
| 2002 | Oli Beckingsale | Barrie Clarke   | Nick Craig        |
| 2003 | Nick Craig      | Barrie Clarke   | Oli Beckingsale   |
| 2004 | Jody Crawforth  | William Jones   | Oli Beckingsale   |
| 2005 | Oli Beckingsale | Nick Craig      | James Ouchterlony |
| 2006 | Oli Beckingsale | Phil Spencer    | Nick Craig        |
| 2007 | Oli Beckingsale | Ian Wilkinson   | Nick Craig        |
| 2008 | Liam Killeen    | Oli Beckingsale | Ian Wilkinson     |
| 2009 | Liam Killeen    | Oli Beckingsale | Lee Williams      |
| 2010 | Liam Killeen    | Oli Beckinsale  | Paul Oldham       |
| 2011 | Liam Killeen    | Oli Beckingsale | Lee Williams      |
| 2012 | Liam Killeen    | David Fletcher  | Oli Beckingsale   |
| 2013 | Grant Ferguson  | Oli Beckingsale | David Fletcher    |
| 2014 | Grant Ferguson  | Liam Killeen    | Paul Oldham       |
| 2015 | Grant Ferguson  | Phillip Pearce  | David Fletcher    |
| 2016 | Grant Ferguson  | David Fletcher  | Liam Killeen      |
| 2017 | Grant Ferguson  | Phillip Pearce  | Ian Field         |

### Vrouwen
| Jaar | Goud               | Zilver            | Brons             |
| ---- | ------------------ | ----------------- | ----------------- |
| 1999 | Caroline Alexander | Louise Robinson   | Jenny Copnall     |
| 2000 | Caroline Alexander | Lydia Gould       | Louise Robinson   |
| 2001 |                    |                   |                   |
| 2002 | Caroline Alexander | Suzanne Thomas    | Jenny Copnall     |
| 2003 | Jenny Copnall      | Suzanne Thomas    | Rebecca Webb      |
| 2004 | Suzanne Thomas     | Jenny Copnall     | Fiona Walker      |
| 2005 | Jenny Copnall      | Katy Simcock      | Kate George       |
| 2006 | Jenny Copnall      | Ruth McGavigan    | Kim Hurst         |
| 2007 | Jenny Copnall      | Jennifer O'Connor | Ruth McGavigan    |
| 2008 | Jenny Copnall      | Paula Moseley     | Suzanne Clarke    |
| 2009 | Suzanne Clarke     | Jenny Copnall     | Sharon Laws       |
| 2010 | Annie Last         | Maddie Horton     | Jenny Copnall     |
| 2011 | Annie Last         | Nikki Harris      | Lee Craigie       |
| 2012 | Nikki Harris       | Lee Craigie       | Melanie Alexander |
| 2014 | Annie Last         | Kerry Macphee     | Jessica Roberts   |
| 2015 | Annie Last         | Alice Barnes      | Annabel Simpson   |
| 2016 | Annie Last         | Kerry Macphee     | Maxine Filby      |
| 2017 | Annie Last         | Kerry Macphee     | Joanne Clay       |

## Downhill

### Mannen
| Jaar | Goud               | Zilver                    | Brons                     |
| ---- | ------------------ | ------------------------- | ------------------------- |
| 1998 | Rob Warner         | Tim Ponting               | Matthew Farmer            |
| 1999 | Steve Peat         | Crawford Carrick-Anderson | Ed Moseley                |
| 2000 | Steve Peat         | Rob Warner                | Crawford Carrick-Anderson |
| 2001 | Rob Warner         | Will Longden              | Ed Moseley                |
| 2002 | Steve Peat         | Stuart Hughes             | Stu Thomson               |
| 2003 | Steve Peat         | Will Longden              | Marc Beaumont             |
| 2004 | Gee Atherton       | Steve Peat                | Neil Donoghue             |
| 2005 | Steve Peat         | Marc Beaumont             | Daniel Stanbridge         |
| 2006 | Marc Beaumont      | Neil Donoghue             | Daniel Stanbridge         |
| 2007 | Marc Beaumont      | Neil Donoghue             | Matthew Simmonds          |
| 2008 | Steve Peat         | Marc Beaumont             | Neil Donoghue             |
| 2009 | Gee Atherton       | Ben Cathro                | Matthew Simmonds          |
| 2010 | Steve Peat         | Gee Atherton              | Josh Bryeland             |
| 2011 | Ruaridh Cunningham | Adam Brayton              | Alex Bond                 |
| 2012 |                    |                           |                           |
| 2013 | Gee Atherton       | Joseph Smith              | Greg Williamson           |

### Vrouwen
| Jaar | Goud            | Zilver             | Brons              |
| ---- | --------------- | ------------------ | ------------------ |
| 1998 | Tracy Moseley   | Karen Van Meerbeck | Tamsyn Green       |
| 1999 | Helen Mortimer  | Tracy Moseley      | Karen Van Meerbeck |
| 2000 | Tracy Moseley   | Helen Mortimer     | Karen Van Meerbeck |
| 2001 | Fionn Griffiths | Tracy Moseley      | Adele Peat         |
| 2002 | Tracy Moseley   | Helen Gaskell      | Helen Mortimer     |
| 2003 | Helen Gaskell   | Anja Rees-Jones    | Emily Horridge     |
| 2004 | Rachel Atherton | Maria Conway       | Emily Horridge     |
| 2005 | Rachel Atherton | Helen Gaskell      | Anja Rees-Jones    |
| 2006 | Tracy Moseley   | Rachel Atherton    | Helen Gaskell      |
| 2007 | Tracy Moseley   | Helen Gaskell      | Fionn Griffiths    |
| 2008 | Tracy Moseley   | Helen Gaskell      | Katy Curd          |
| 2009 | Tracy Moseley   | Helen Gaskell      | Jessica Stone      |
| 2010 | Jessica Stone   | Katy Curd          | Helen Gaskell      |
| 2011 | Tracy Moseley   | Katy Curd          | Jessica Stone      |
| 2012 |                 |                    |                    |
| 2013 | Rachel Atherton | Manon Carpenter    | Tahnee Seagrave    |

## 4-Cross

### Mannen
| Jaar | Goud           | Zilver         | Brons        |
| ---- | -------------- | -------------- | ------------ |
| 2004 | Dan Atherton   | Gee Atherton   | Steve Peat   |
| 2005 | Dale Holmes    | Scott Beaumont | Will Longden |
| 2006 | Will Longdon   | Dale Holmes    | James Gould  |
| 2007 | Dale Holmes    | Scott Beaumont | Lewis Lacey  |
| 2008 | Scott Beaumont | Will Longden   | Lewis Lacey  |

### Vrouwen
| Jaar | Goud             | Zilver       | Brons    |
| ---- | ---------------- | ------------ | -------- |
| 2005 | Charlie Phillips | Lauren Smith | Kim Bent |
| 2006 | Joey Gough       | Kirsty Price |          |